# 藤本武助
藤本 武助（ふじもと ぶすけ、1903年1月16日 - 1985年）は、日本の空気力学者、流体力学者、教育者。

## 経歴
1903年（明治36年）大阪府に生まれる。1927年（昭和2年）、京都帝国大学工学部機械学科を卒業。京都帝国大学工学部講師、助教授を経て1935年（昭和10年）から欧米に留学。帰国した1939年（昭和14年）に京都帝国大学の教授となった。
1953年（昭和28年）、京都大学工学所所長に就任。
1960年（昭和35年）から1962年（昭和37年）にかけて京都大学工学研究所（現京都大学エネルギー理工学研究所）研究用原子炉建設本部の本部長に就任。原子炉の設置承認に立ち会った。
1963年（昭和38年）から1965年（昭和40年）、京都大学大学院工学研究科・工学部部長を務め、1966年（昭和41年）からは京都工芸繊維大学工業短期大学部学長を務めた。

## 受章歴
- 1973年（昭和48年） - 勲二等旭日重光章

## 著作
- 『応用流体力学』 丸善 1941年
- 『水力学を主とした流体工学概論』 養賢堂 1943年
- 『液体の力学と流体機械』 養賢堂 1948年
- 『水力学概論』 養賢堂 1950年
- 『伝熱工学』（佐藤俊との共著）共立 1957年
- 『流体の力学と流体機械』 養賢堂 1962年
- 『新編水力学大要』 養賢堂 1969年
- 『流体機械大要』 養賢堂 1970年
- 『伝熱学概論』（佐藤俊との共著） 文献社 1972年
- 『流体力学入門』 養賢堂 1976年
- 『流体力学』 養賢堂 1980年